# Dja (Messamena)
 (novembre 2018).
Si vous disposez d'ouvrages ou d'articles de référence ou si vous connaissez des sites web de qualité traitant du thème abordé ici, merci de compléter l'article en donnant les références utiles à sa vérifiabilité et en les liant à la section « Notes et références ».
 (décembre 2018).
Pour les articles homonymes, voir Dja.
Dja est un village du Cameroun (350 habitants), situé dans le département du Haut-Nyong et la région de l'Est. Il fait partie de la commune de Messamena (27 000 habitants), près du fleuve Ndjouang.

## Géographie
Dja est une localité située au croisement du tronçon routier Akok Maka et du fleuve Ndjouang (quand on vient d'Ayos à l'ouest), et à l’extrémité, fin du tronçon routier Ntolok et du fleuve Ndjouang, (quand on vient de Messamena, à l'est).
Il est composé de sept grands hameaux très peu peuplés, avec une forte présence d'activités agricoles :
- Messag ;
- Dja-tsiè ;
- Befamb-tsiè ;
- Kouen ;
- Ndoumo ;
- Tan moumoh ;
- Bouodoumo.

Sa superficie est d'environ 84 km2.

## Population
La population est d'ethnie bikélé, proche de l'ethnie badjoué. Elle parle le kol (ou bikélé), une langue bantoue.
Les populations sont composées de grandes familles, parmi lesquelles la grande famille « Bempel » et la famille « Bichoua ».
Plusieurs religions cohabitent : Adventistes du Septième Jour, catholiques, presbytériens, avec une faible présence d'un islam encore embryonnaire.
Plusieurs rites et mythes sont liés au village, dont sa fondation par un grand ancêtre, nommé Ngoulntsiemb (la force de Dieu), qui aurait eu le pouvoir de cracher le feu, de s'envoler et de disparaître. Grâce à ces pouvoirs, il a pu créer cette localité et la protéger des villageois voisins qui voulaient habiter aux abords du fleuve, source de beaucoup de convoitises.

## Économie
Le manque de route bitumée est un problème pour l'évacuation de ce gigantesque bassin de production agricole (cacao, café, banane plantain, macabo, manioc) et de plusieurs produits de chasse et de pêche.
On y trouve encore des espèces animales rares comme les gorilles, les chimpanzés et les crocodiles.
Le village Dja ne se situe pas sur un tronçon routier entre deux villes, mais à un angle du canton Bikélé-Sud, avec comme chef-lieu Sa Majesté Mvom. Cette position écartée lui a valu un oubli infrastructurel de près de 35 ans. Une dynamique nouvelle qui combine les jeunes du village (CEJAD) et les élites résidant en ville, tente de faire installer des écoles et des centres de santé. 
En 2018, on compte trois écoles primaires à cycle complet, deux écoles maternelles et deux centres de santé.
Deux marchés périodiques existent, mais la circulation en direction des villes d'Ayos et de Messamena est ouverte tous les jours par voie de transport terrestre par moto, ce qui affaiblit l'activité commerciale locale. Le commerce local reste embryonnaire aux quelques bayam-salam (revendeurs ou intermédiaires), qui viennent avec des camions, en saison sèche, acheter du plantain et, à la saison cacaoyère et caféière, qui fait de plus en plus la place aux coxeurs (rabatteurs).
La localité ne dispose ni d'électricité, ni de réseau d'eau ni de réseau téléphonique. Plusieurs projets sont en cours d'études au gouvernement pour sortir Dja de l'enclavement.

## Culture
Sur le plan économique et politique, les populations sont vouées au pouvoir en place et inscrites au Rassemblement démocratique du peuple camerounais (RDPC).
La grande attraction culturelle est le fleuve « Ndjouang » qui se présente à tous les visiteurs comme un estuaire. Long de 2,8 km et se déversant dans le Nyong, qui vient de Messamena, avec le « Mfoumou » à Akonolinga. Cette rivière est la fierté de cette localité qui vit des produits halieutiques locaux, dont le poisson kanga. 
Plusieurs mets traditionnels sont consommés, dont : le Mkpeum le Mbouzloh-Shouel, l'Ashouogashouo, le Ndengué, le Layé et le Mbakouag.
Les cérémonies traditionnelles (ou autres) s'accompagnent de musiques et rythmes traditionnels, dont le mgbwoah, l’akulba, l’alanga et l’aduyaye, fréquemment exécutés lors des mariages et des deuils.
La Bible a été traduite dans sa section Nouveau Testament en langue bikélé pour une meilleurs connaissance des Évangiles par les fidèles.